# Архитектурный бетон
Архитектурный бетон (лат. Architectura от др.-греч. αρχι — старший, главный и др.-греч. τέκτων — строитель; фр. Béton, от лат. bitumen — минеральная смола, асфальт) — строительная смесь на основе цементно-песчаного состава с различными минеральными и неорганическими добавками. Архитектурный бетон несёт как опорную и конструктивную нагрузку, так и выполняет декоративно прикладную задачу, имеющую художественную и эстетическую ценность.
Словосочетания: «полимер бетон», «акрил бетон», «арт бетон», «художественный бетон», «декоративный бетон» являются синонимами понятия архитектурный бетон. Термин «архитектурный бетон» сформировался в профессиональной среде архитекторов для обозначения строительного материала, из которого можно создавать законченные архитектурные объекты.

## Виды и назначение архитектурного бетона
Архитектурный бетон — высокотехнологичный строительный материал, открывающий большой спектр возможностей. Существует три основных направления применения бетона: для создания конструкций, объектов и оснований (монолитных, железобетонных и др.); использование бетона в декоративных целях, как материала для отделки уже готовых поверхностей; создание объёмных художественных объектов — третье направление объединяет конструктивные и декоративные свойства архитектурного бетона: форма объединена, по сути, с текстурой и фактурой.

Изменяя состав смеси, можно получить бетон с конструктивными или декоративными свойствами:
1. Преобладание конструктивных свойств бетона, для создания монолитных сооружений разных конфигураций с помощью опалубки (геометрический бетон);
2. Преобладание декоративных свойств смеси: бетон, используемый для отделки и декорирования готовых поверхностей (декоративный бетон);
3. Сочетание конструктивных и декоративных свойств, для создания объёмных художественно-декоративных изделий: скульптур, барельефов и дикого камня (скульптурный бетон)

Бетон, с преобладанием геометрических свойств, нашёл широкое применение в Германии, как материал решающий многие задачи строительной физики; применяется в строительстве современных зданий, облицовке и создании новых фасадов, внутренней отделки и изменении формы помещений. Долговечность бетонных конструкций, высокопрочные структурные характеристики, разнообразные возможности конфигурации сделали архитектурный бетон наиболее востребованным материалом для возведения больших строительных объектов разнообразных геометрических форм, отливаемых при помощи опалубки.
Технологии декоративного бетона были запатентованы в США в 1960-е годы. Используется штампованный (stamped), напылённый (spraying) и цветной бетон для покрытий. Декоративные свойства бетона применяются для имитации натуральной каменной кладки (отделка внутренних и внешних стен). Характерной особенностью применения декоративного бетона является использование готовых резиновых и пластиковых форм с разными текстурами — матричная отделка. Для большей реалистичности поверхности натурального камня бетон окрашивается специальными красителями.
На территории России архитектурный бетон стал широко использоваться в строительстве для отливки монолитных стен, для отделки поверхностей, а также для создания объёмных художественно-декоративных изделий: скульптур, барельефов и имитации природного камня. Скульптурный бетон отличает ручной способ создания формы и текстуры поверхности. Такие изделия обладают эстетической выразительностью, являются авторской работой и несут художественную ценность — относятся к искусству к предмету скульптуры.

## Состав архитектурного бетона
В зависимости от поставленных задач, состав бетонной смеси можно менять благодаря применению различных добавок, которые либо увеличивают конструктивные свойства (устойчивость, прочность, гидрофобность и другие) либо улучшают декоративные качества (фактура, текстура).
Для придания пластичности смеси в неё включаются дополнительные химические, минеральные добавки, полимеры, пластификаторы. Для улучшения армирующих свойств добавляют известняки, вулканические туфы, гравий, песок. Для улучшения других параметров возможно использование отвердителей, регуляторов схватывания и твердения, антивоздухововлекающе, гидрофобизирующие, уплотняющие, расширяющие, улучшающие истираемость, увеличивающих морозостойкость и другие.
Для изменения фактуры и текстуры архитектурного бетона в состав смеси могут входить такие составляющие — граниты, мраморы, базальт, кварциты, слюда, частицы скальных пород (доломит). Искусственные заполнители: керамическая крошка, цветное стекло и т. д.
Для получения цветных бетонов применяют белые, цветные пигменты. Наиболее часто используют минеральные пигменты, которые в большинстве своём являются оксидами или солями различных металлов. Есть различные органические пигменты и  красители (анилиновые и другие), которые дают интенсивное окрашивание бетона при малом количестве введения. Для получения равномерной окраски бетона используют специальные добавки-выравниватели. Все эти примеси: пигменты, выравниватели, натуральные и искусственные заполнители характерны только для декоративного вида бетона, так как их использование может негативно сказаться на основных конструктивных свойствах бетона. Для того чтобы не ухудшать прочностные характеристики бетонной смеси, архитекторы и скульпторы применяют поверхностно-проникающее окрашивание уже готовой формы.

## Технические характеристики архитектурного бетона
Технические характеристики архитектурного бетона превосходят свойства обычного бетона:
- высокая сопротивляемость проникновению хлоридов
- высокая газонепроницаемость
- регулируемые показатели деформативности, в том числе компенсация усадки архитектурного бетона в возрасте 14—28 суток естественного твердения
- сравнительно небольшой удельный вес (позволяет этому материалу крепиться на лёгкие стены, не оказывая большой нагрузки на фундаменты)
- устойчивость к воздействию агрессивных сред (атмосферные осадки, перепад температур — 50 °С до + 50 °С и т. д.)
- устойчивость к ультрафиолетовым лучам
- высокая сопротивляемость давлению
- высокая противоударная прочность
- хороший коэффициент звукопоглощения
- пожаробезопасный материал[8]
- легко моющийся, не скользящий материал

### Технические характеристики объектов, изготовленных из архитектурного бетона
| № | Наименование показателей изделий                             | Ед. изм. | По требованиям ГОСТ 1760891 | По факту    |
| - | ------------------------------------------------------------ | -------- | --------------------------- | ----------- |
| 1 | Класс (марочность) изделий: по прочности на сжатие           | кг/см2   | В22,5—В30 (300—450)         | В30 min 450 |
| 2 | Класс по морозостойкости (в солях)                           | —        | F 200                       | F 350       |
| 3 | Водопоглощение                                               | %        | 5                           | 4,4         |
| 4 | Истираемость (ГОСТ 13015.0)                                  | г/см3    | 0,9—0,7                     | 0,2-0,3     |
| 5 | Отклонение геометрических параметров: длина, ширина, толщина | мм мм    | + 5 + 5                     | + 1 + 1     |
| 6 | Цементно-водное отношение (ц/в)                              | %        | 45                          | 17          |
| 7 | Категория лицевой поверхности                                | —        | КПЕ-КП3                     | КП1         |
| 8 | Прочность через сутки в процессе естественного твердения     | МПа      |                             | 25—30       |

## Технология изготовления архитектурных форм из бетона
Технологии изготовления форм из бетона существуют разные: вибрирование, ударное формирование, сухое/мокрое вибропрессование, фибробетон и другие, все они зависят от назначения, типа бетона и масштабов производства. Каждому виду архитектурного бетона присуща своя технология изготовления форм.
Геометрический бетон
- Монолитные стены. Отливка монолитных стен происходит посредством съемной опалубки, которая позволяет создавать различные криволинейные поверхности, широко используемые для создания архитектурных форм в современном строительстве. Процесс армирования и заливки бетона остаётся неизменным[7].

Декоративный бетон
- Изготовления печатного (штампованного) бетона. Подготовка основания, армирование и укладка бетона производится обычным способом. После того как поверхность бетона выровнена начинается его декоративная обработка. Для получения желаемого цвета на влажную поверхность бетона наносится цветной порошок-закрепитель и гидрофобный красящий порошок, который предотвращает прилипание бетона к штампам. После чего на ещё сырой бетон укладываются текстурные резиновые маты и аккуратно продавливаются с помощью ручной трамбовки — матричная отделка.

Скульптурный бетон
- Изготовление скульптурных объектов, дикого камня ручной работы. При создании крупных художественных архитектурных объектов для прочности сооружения сваривается железобетонный армированный каркас из геометрически неизменяемых форм в виде любой сложной конструкции, заданной художником, обтягивается сеткой, на которую наносят раствор архитектурного бетона. После того как бетон достигнет консистенции скульптурной глины или пластилина, скульптор вылепливает и вырезает необходимую форму и придаёт с помощью специальных инструментов (стека, нож, петля, т. д.) текстуру[9], создавая художественный объект. Технология изготовления форм скульптурного бетона объединяет положительные свойства технологий геометрического и декоративного бетонов и улучшает их: позволяя создавать любые художественные криволинейные формы и текстуры.

Благодаря технологии изготовления декоративные элементы, изготовленные из архитектурного бетона, позволяют размещать инженерные системы внутри своих железобетонных конструкций: в полостях прокладываются кабели, провода, трубы, воздуховоды вентиляции.

## Способы обработки поверхности и защита архитектурного бетона
Архитектурный бетон становится декоративным после того, как бетонные поверхности прошли заключительный этап технологического процесса — определённую обработку. Кроме того обработка используется для защиты поверхности от внешних воздействий и агрессивных сред. Для этого могут применяться специальные способы консервации поверхности, например, флюатирование, гидрофобизация, пропитка полимером, обработка поверхности специальными составами, проникающими внутрь бетона и кольматирующими его поры и капилляры. Подобная обработка повышает стойкость бетона и обеспечивает сохранение внешнего вида его поверхности в течение длительного времени без специального ухода. Способы обработки различны для каждого из видов бетона:
Промышленная обработка (геометрический)
- Шлифовка и полировка (grinding): сухая поверхность архитектурного бетона может быть не только отшлифована, но и дополнительно отполирована (это можно сравнить с одним из этапов технологического процесса изготовления мозаики, когда бетонная поверхность становится гладкой поверхностью отполированного гранита).
- Пескоструйная обработка: внешне похожа на эффект, который даёт подкисление — верхний поверхностный слой бетона размывается, создавая неровности фактуры.
- Другие способы обработки: воздействие на бетонную поверхность путём кислотно-щелочной реакции[3], обработка огнём, эпоксидное (защитное) покрытие и др.

Использование готовых форм (декоративный)
- Штампованные формы: на сырую поверхность изделия из архитектурного бетона накладываются специально изготовленные из пластмассы, резины и т. д. штампы, имитирующие различные рельефные формы и фактуры (камня, кирпича, сланца, булыжника, коры дерева, окаменелостей, ракушек и многого другого).
- К декоративным способам обработки также относятся: штампование по стяжке, полупрозрачное окрашивание и другие.

Художественная обработка (скульптурный)
- Механическая обработка застывшей бетонной поверхности: здесь применяются многие приспособления, известные при обработке природных каменных поверхностей (острые металлические инструменты, пики, кирки; специальный молоток).
- Гравировка: на поверхности архитектурного бетона с помощью таких инструментов, как углошлифовальные машины с алмазными режущими дисками и других инструментов, разработанных специально для резки по бетону, прорезываются контуры и канавки, которые имитируют плитку, камень-плитняк, геометрические фигуры, прямые или изогнутые линии, узоры.
- Скульптурный бетон: Создание формы происходит аналогичным образом, как при художественной лепке скульптурным (пластическим) способом — создание формы из целого куска, отсекая лишнее, используется скульптурная техника резьбы или комбинированная техника резьбы и лепки[10].
- Художественная окраска: поверхностно проникающее окрашивание готового художественно-декоративного объекта художником-скульптором, с применением воднодисперсных красок на основе полиакрилатов, при помощи различных художественных техник.

Защита поверхности
- Нанесение декоративного слоя покрытия
- Герметизация
- Водоотталкивающая обработка
- Грязе-, пыле- и жироотталкивающая обработка
- Защита от граффити
- Защита от прочих возможных воздействий внешних факторов окружающей среды

За скульптурными объектами из архитектурного бетона особый уход не требуется. В помещении обслуживание сводиться к удалению пыли с поверхности с помощью пылесоса, при необходимости можно мыть простой водой с мылом. Для удаления пыли и грязи возможно применение оборудования, предназначенного для мойки машин — простая вода под напором без применения химически активных добавок.
Атмосферные осадки — снег, вода — не могут нанести сколько-нибудь серьёзных повреждений любым объектам из архитектурного бетона.
Изделия из архитектурного бетона
Малые архитектурные формы (МАФы): лестницы, ограды, скульптуры, фонтаны, светильники наружного освещения (ландшафтные светильники), стенды для афиш и реклам, садово-парковые сооружения (беседки, ротонды, перголы, садово-парковая скульптура, вазоны, парковые скамьи и другую садовую мебель), некрупные формы мемориальной архитектуры (обелиски, мемориальные доски и мемориальные скамьи), городскую уличную мебель, урны, детские игровые комплексы; киоски, павильоны, торговые лотки, торговые автоматы, и т. д. МАФ могут подразделяться на декоративные и утилитарные, а по способу изготовления — на изготовленные по типовым проектам из типовых элементов и конструкций и на изготовленные по специально разработанным проектам.